# Animals
Animals este un album conceptual al formației britanice Pink Floyd, lansat pe 23 ianuarie 1977 în Marea Britanie și pe 2 februarie în Statele Unite.
În Marea Britanie a câștigat discul de aur pentru 100.000 în 1977. De curând a primit și discul de platină.

## Informații despre album
Animals este un album conceptual, bazat pe defectele capitalismului. Diferite clase sociale sunt reprezentate ca fiind diferite tipuri de animale (câinii pentru oamenii de afaceri, oile pentru oamenii fără putere și porcii pentru conducătorii fără scrupule). Deși acest album atacă in principal capitalismul, anumite componente sunt similare cu nuvela lui George Orwell, "Ferma animalelor": În acea carte diferite animale(porci, oi, câini etc.) reprezintă diferite roluri asumate de indivizi în societatea comunistă.

## Tracklist
Toate versurile sunt scrise de Roger Waters, cu excepția piesei Dogs, scrisă de Roger Waters împreună cu David Gilmour. 
Toate piesele sunt interpretate vocal de Roger Waters, cu excepția piesei Dogs, cântată de Roger Waters împreună cu David Gilmour.

### Versiunea de pe CD și LP original
1. "Pigs on the Wing 1"  – 1:24
2. "Dogs" (Gilmour, Waters)  – 17:06
3. "Pigs (Three Different Ones)"  – 11:28
4. "Sheep"  – 10:21
5. "Pigs on the Wing 2"  – 1:27

### Versiunea de pe casetă
1. "Pigs on the Wing 1"
2. "Dogs"
3. "Pigs (Three Different Ones)" (Part One)
4. "Pigs (Three Different Ones)" (Conclusion)
5. "Sheep"
6. "Pigs on the Wing 2"

## Componență
- Roger Waters – vocal, chitară bas, chitară acustică, chitară ritmică, grafică
- David Gilmour – chitare, chitară bas, vocal, sintetizator
- Richard Wright – clape, sintetizator, voce
- Nick Mason – tobe, percuție, grafică